# 杰克·本尼
本杰明·库伯斯基（英語：Benjamin Kubelsky；1894年2月14日—1974年12月26日），艺名杰克·本尼（英語：Jack Benny），是一名美国演员，主要做小提琴歌舞杂耍表演，但也演出过电影、广播和电视剧。

## 生平
他出生于芝加哥，在沃基根长大:6，父亲和母亲都是犹太移民。他6岁开始学习小提琴，1911年开始在当地的歌舞杂耍剧团表演小提琴，每周收入$7.50（2020年的$250）:11。1932年，他开始主演杰克·本尼秀，风靡全国。
1974年10月，他在达拉斯因突然感到眩晕和手臂麻木而取消演出，但随后诊断无果。12月初发生腹痛，初诊无果，复诊发现是胰腺癌。他在12月22日陷入昏迷，26日去世，葬于卡尔弗城山边纪念公园公墓。